# Masteria franzi
Espèce
Masteria franzi est une espèce d'araignées mygalomorphes de la famille des Dipluridae.

## Distribution
Cette espèce est endémique de Nouvelle-Calédonie.

## Publication originale
- Raven, 1991 : A revision of the mygalomorph spider family Dipluridae in New Caledonia (Araneae). Zoologia Neocaledonica, Vol. 2. Mémoires du Muséum national d'Histoire naturelle, sér. A vol. 149, p. 87-117.